# Кіла-Рай-Пітхора
Кіла-Рай-Пітхора (з перської мови — фортеця, замок) — одне з перших семи міст Делі. Незважаючи, що Делі було процвітаючим містом протягом декількох століть, однак «першим містом» з 10-го століття отримало своє визнання в зв'язку з наявністю історично записаних фактів. Місто було створене при правлінні Прітхвірадж III, також відоме, як Рай-Пітхора, назва якого походить від імені популярного героя індуїстського опору проти мусульманських загарбників. Також відоме як форт Рай-Пітхора, яке було збудоване Чауха-Нами в кінці 12-того століття (близько 1180—1192 р.р.), та захоплене Кут-буддін Айбак, який заснував тут столицю.